# Vilhelm Hansson
Oskar Vilhelm Hansson, född 11 april 1885 i Stockholm, död på samma ort 18 november 1948, var en svensk skådespelare, regissör och manusförfattare.

## Filmografi
Roller
- 1915 – Hämnaren
- 1926 – Fänrik Ståls sägner-del I
- 1926 – Fänrik Ståls sägner-del II
- 1928 – Gustaf Wasa del II

Regi och foto
- 1928 – Med stockholmare bland rödskinn

## Teater

### Roller
| År   | Roll      | Produktion                                                                  | Regi            | Teater                  |
| ---- | --------- | --------------------------------------------------------------------------- | --------------- | ----------------------- |
| 1911 | Bratt     | Över förmåga (Over ævne) Bjørnstjerne Bjørnson                              | Arvid Englind   | Arvid Englinds sällskap |
| 1915 | Probst    | Kärleken till nästan Gunnar Heiberg                                         | Emil Grandinson | Intima teatern          |
| 1915 | Herr Page | Muntra fruarna i Windsor (The Merry Wives of Windsor) William Shakespeare   | Emil Grandinson | Intima teatern          |
| 1915 | Schallow  | Spader knekt (Kümmelblättchen) Hans Overweg                                 | Einar Fröberg   | Intima teatern          |
| 1932 | Grummer   | Pickwick-klubben (The Pickwick Club) František Langer efter Charles Dickens | Olof Molander   | Dramaten                |